# Ishak Bouda
Ishak Bouda (en arabe : إسحاق بودة) est un footballeur algérien né le 3 janvier 1993 à Sidi Bel Abbès. Il évolue au poste d'allier droit à la JSM Skikda.

## Biographie
Il évolue en première division algérienne avec les clusb de l'USM Bel Abbès, de l'US Biskra, du RC Relizane, du DRB Tadjenanet, de l'Olympique de Médéa et de la JSM Skikda.

## Palmarès
USM Bel Abbès
- Supercoupe d'Algérie (1) :
  - Vainqueur : 2018.